# Kleinkunstbühne Kochsmühle

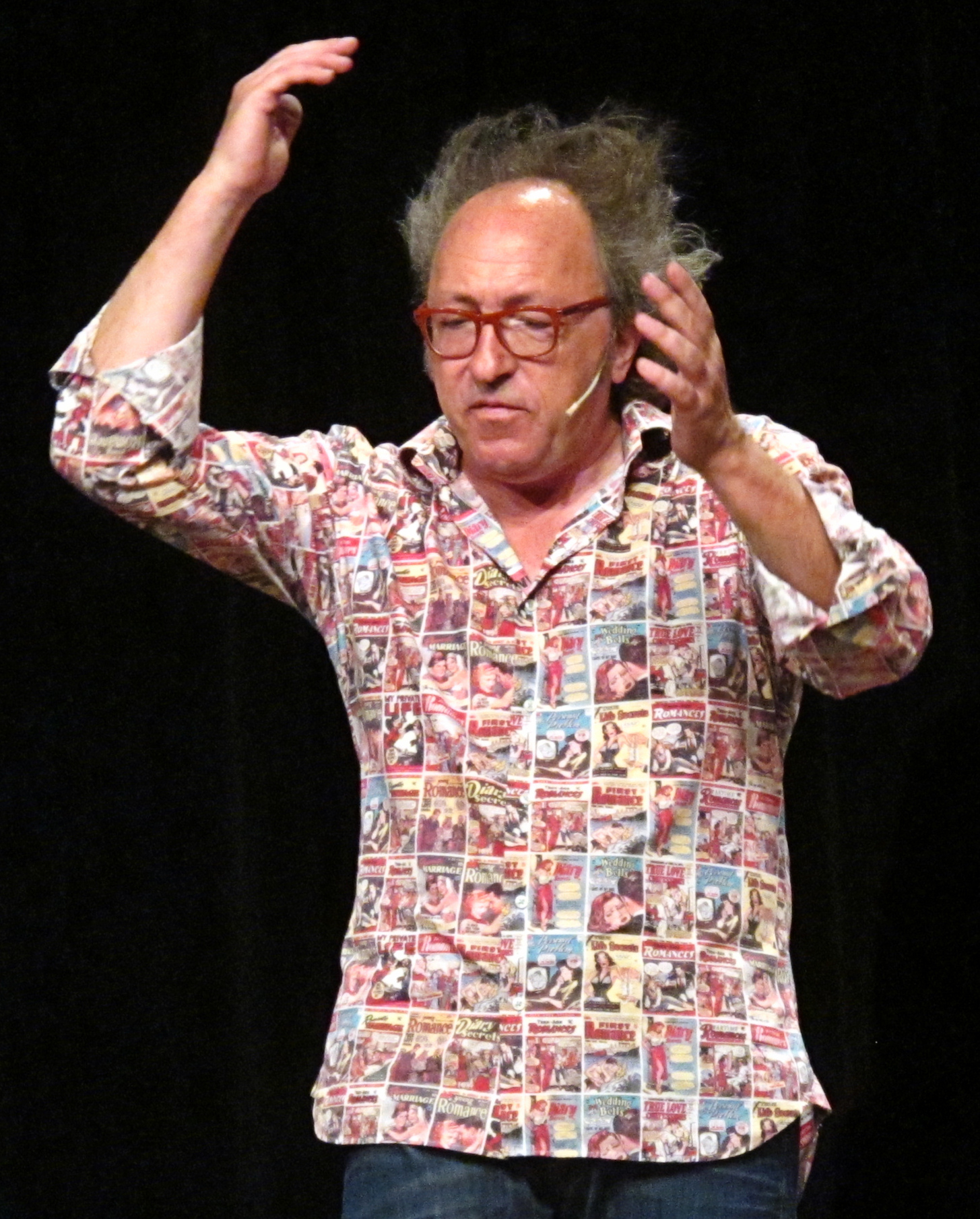
Urban Priol

Die Kleinkunstbühne Kochsmühle wurde 1988 in der Kochsmühle zu Obernburg am Main durch den Arbeitskreis Kul-Tour e.V. gegründet.
Die Bühne am bayerischen Untermain wird von ehrenamtlichen Vereinsmitgliedern betreut und von der Stadt Obernburg am Main unterstützt.
Wurde die Bühne anfangs noch vom Vorstand im wirtschaftlichen und von Urban Priol im künstlerischen Bereich geleitet, so liegt ihre Leitung heute in den Händen des AK Kul-Tour e.V., nachdem Urban Priol das Aschaffenburger Kabarett im Hofgarten gegründet hatte.
Zu den Gästen zählten namhafte Kabarettisten wie Volker Pispers, Reiner Kröhnert, Ottfried Fischer, Hanns Dieter Hüsch, Thomas Freitag, Herrchens Frauchen und Django Asül.
Der Obernburger Mühlstein wird alljährlich in einem Einladungwettbewerb von einer Jury vergeben. Fünf Nachwuchskünstler oder Gruppen streiten um diesen Kleinkunstpreis.